# Souvigny
Souvigny település Franciaországban, Allier megyében. Lakosainak száma 1717 fő (2022. január 1.). Souvigny Autry-Issards, Besson, Bressolles, Coulandon, Cressanges, Marigny, Meillers, Noyant-d’Allier és Saint-Menoux községekkel határos.

## Népesség
A település népessége az elmúlt években az alábbi módon változott:
| Lakosok száma | 2212 | 1929 | 2024 | 1958 | 1907 | 1866 | 1828 | 1747 | 1736 | 1717 |
|               | 1968 | 1982 | 1990 | 2006 | 2013 | 2015 | 2017 | 2019 | 2020 | 2022 |